# Tryckutjämning

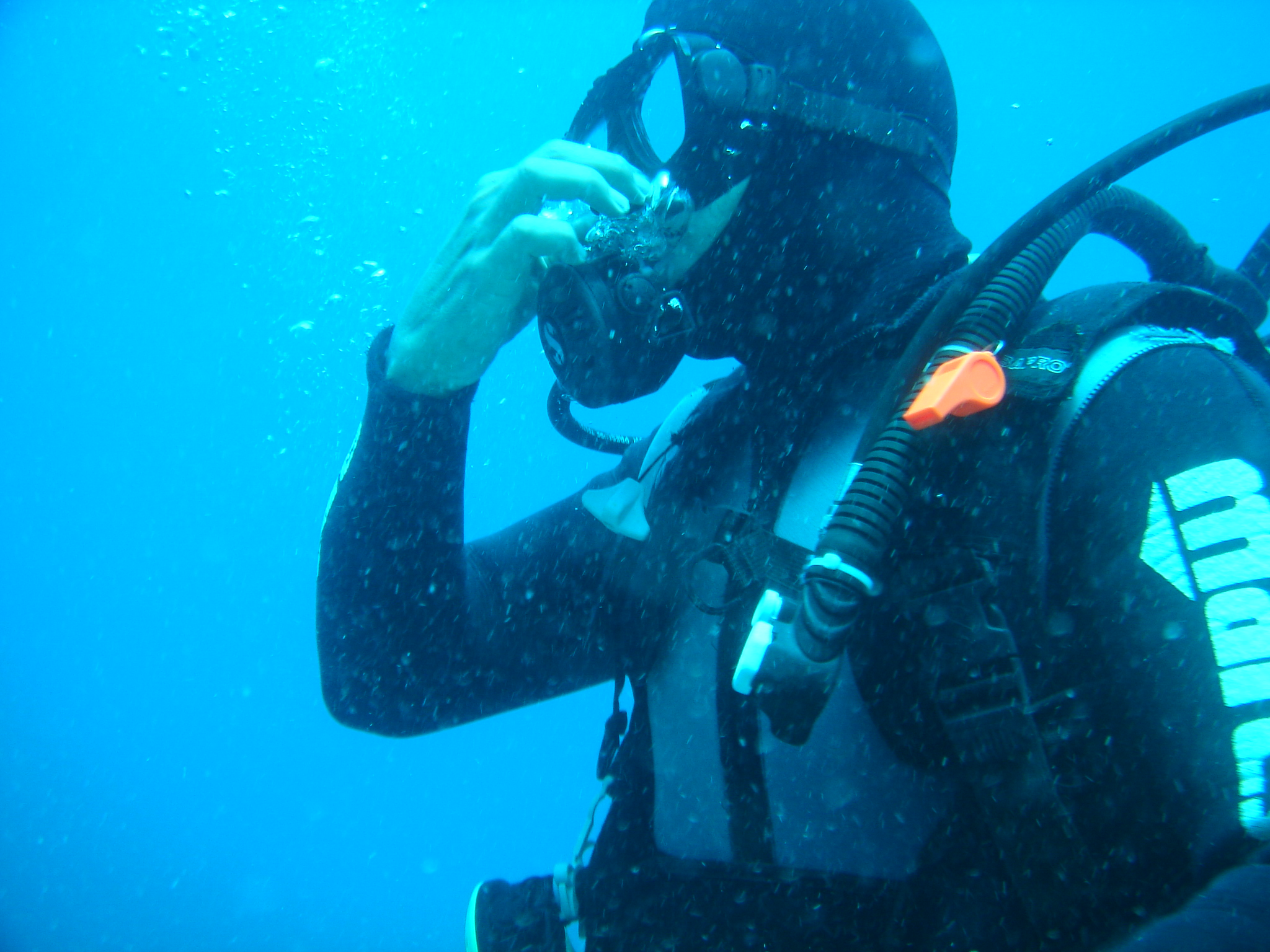
Dykare utför tryckutjämning.

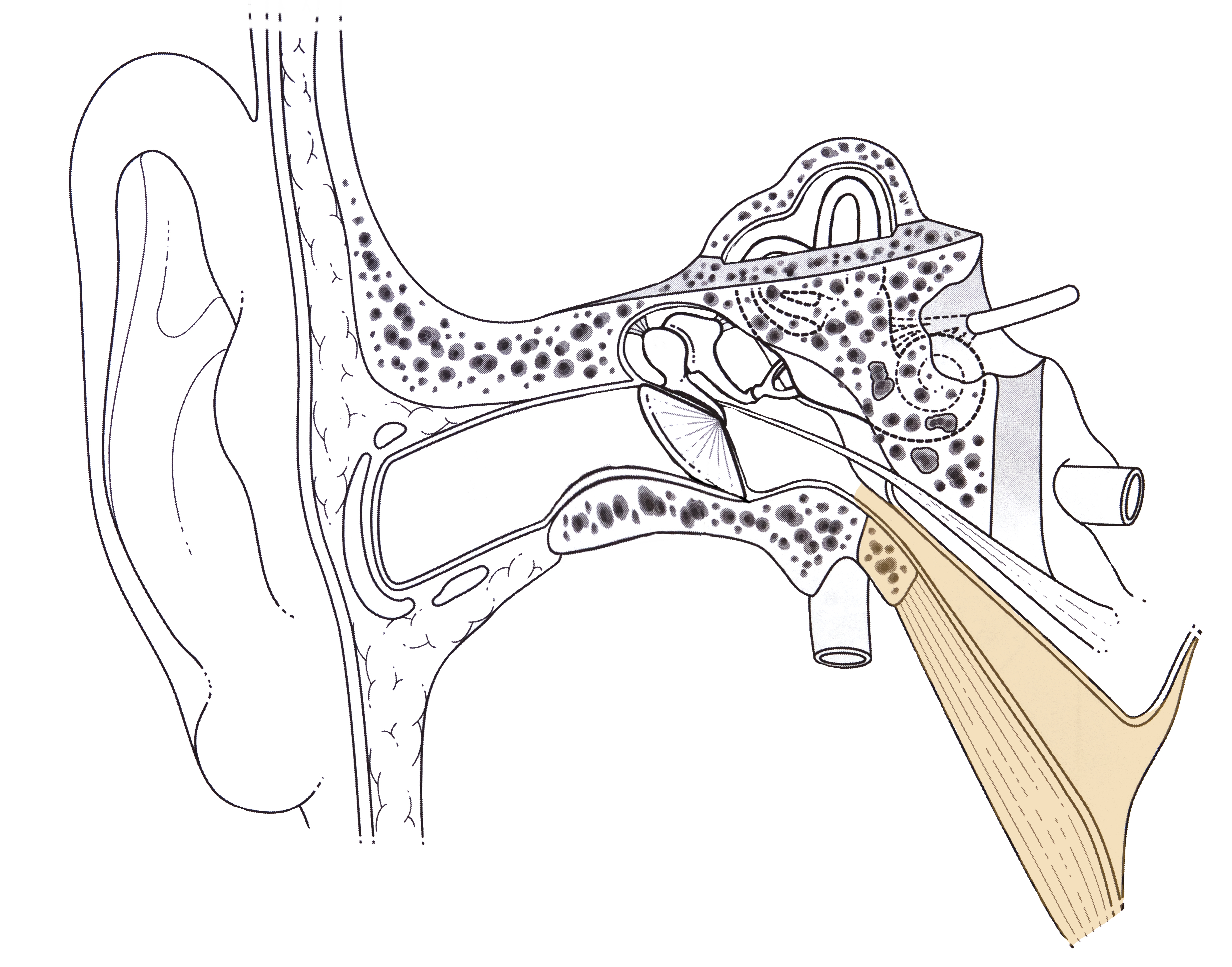
Del av det mänskliga örat där örontrumpeten visas i färg.

Tryckutjämning är en teknik för att tillföra extra luft (=öka trycket utåt) till de hålrum i kroppen som är känsliga för tryckförändringar. Om man inte tryckutjämnar kan det leda till squeeze. 
Örat är känsligast för ökande tryck, men det är också lätt att tryckutjämna. Man klämmer helt enkelt åt om näsan, stänger munnen och försöker blåsa ut genom näsan. Då leds istället luften ut till örat och bihålorna. Man kan också svälja eller vicka på käken. Eller så kan man kombinera alla tre.
När man dyker är det viktigt att tryckutjämna ofta, helst varje halv/hel meter, under nedstigning. Om tryckutjämningen inte fungerar ska man stiga upp något och försöka igen. Svullna slemhinnor kan göra tryckutjämning omöjligt. Det kan också vara svårt att tryckutjämna om man till exempel har öronproppar. Masken tryckutjämnas enklast genom att andas ut genom näsan.